# Звуково налягане
Звуковото налягане е локалното отклонение в налягането спрямо равновесното налягане на средата при разпространение на звукова вълна. Във въздуха това е отклонението на налягането от атмосферното налягане, което може да се измери с микрофон. Заедно със скоростта на частиците в звуковата вълна то определя интензивността на звука. В Международната система единици звуковото налягане се измерва в паскали (Pa).